# Хосе Рафаель Гальєгос
Хосе Рафаель де Гальєгос-і-Альварадо (ісп. José Rafael de Gallegos y Alvarado; 31 жовтня 1784 — 14 серпня 1850) — державний і політичний діяч, двічі очолював Коста-Рику.

## Біографія
Був великим землевласником, йому належав величезний маєток, на землях якого вирощували цукрову тростину та каву, що приносило йому значний прибуток. Окрім того Гальєгос був комерсантом і співвласником шахти Monte del Aguacate.
Також працював шкільним учителем у Сан-Хосе. 1821 року він став першим мером того міста.
У січні 1822 року став членом хунти, що боролась за проголошення незалежності Коста-Рики. Від 17 жовтня 1822 до 1 січня 1823 року очолював Верховну урядову хунту. 1824 року консервативна група політиків безуспішно намагалась висунути Гальєгоса на посаду віцепрезидента. Наступного року він все ж став віцепрезидентом та обіймав ту посаду до 1829.
За результатами виборів голови держави 1833 року жоден з кандидатів не виборов абсолютної більшості голосів. Зрештою головою держави рішенням парламенту було обрано Рафаеля Хосе Гальєгоса. Віцепрезидентом став Мануель Фернандес Чакон. Перебував на посаді до березня 1835 року.
1844 року був обраний до лав Національного парламенту та став його головою.
Від 1845 до 1846 року знову був головою держави.